# Kurwa (tehsil Harraiya)
Kurwa – wieś w Indiach położona w stanie Uttar Pradesh, w dystrykcie Basti, w tehsilu Harraija.
Całkowita powierzchnia miejscowości wynosi 87,5 ha (0,875 km²). Według spisu z 2011 w Kurwie znajdują się 54 domy i zamieszkuje ją 328 osób.